# Geschichte der Luftfahrt in Mauritius
Die Geschichte der Luftfahrt in Mauritius ist gekennzeichnet durch die Abgelegenheit des Inselstaates Mauritius im Indischen Ozean und reicht bis in die frühen 1920er Jahre mit ersten Inlandsflügen von Flugpionieren zurück.

## Geschichte

### 1920er Jahre
Für den ersten Inlandsflug am 2. Juni 1922 durch Major F. W. Honnet wurde ein britischer Doppeldecker aus dem Ersten Weltkrieg auf dem Seeweg nach Mauritius verschifft und in Vacoas wieder zusammengesetzt. Start und Landung erfolgte in dem Bereich, in dem sich heute der Golfplatz des Gymkhana Club of Mauritius bei Vacoas befindet. Anschließend wurde das Flugzeug erneut demontiert und per Schiff zurück nach England transportiert.

### 1930er Jahre

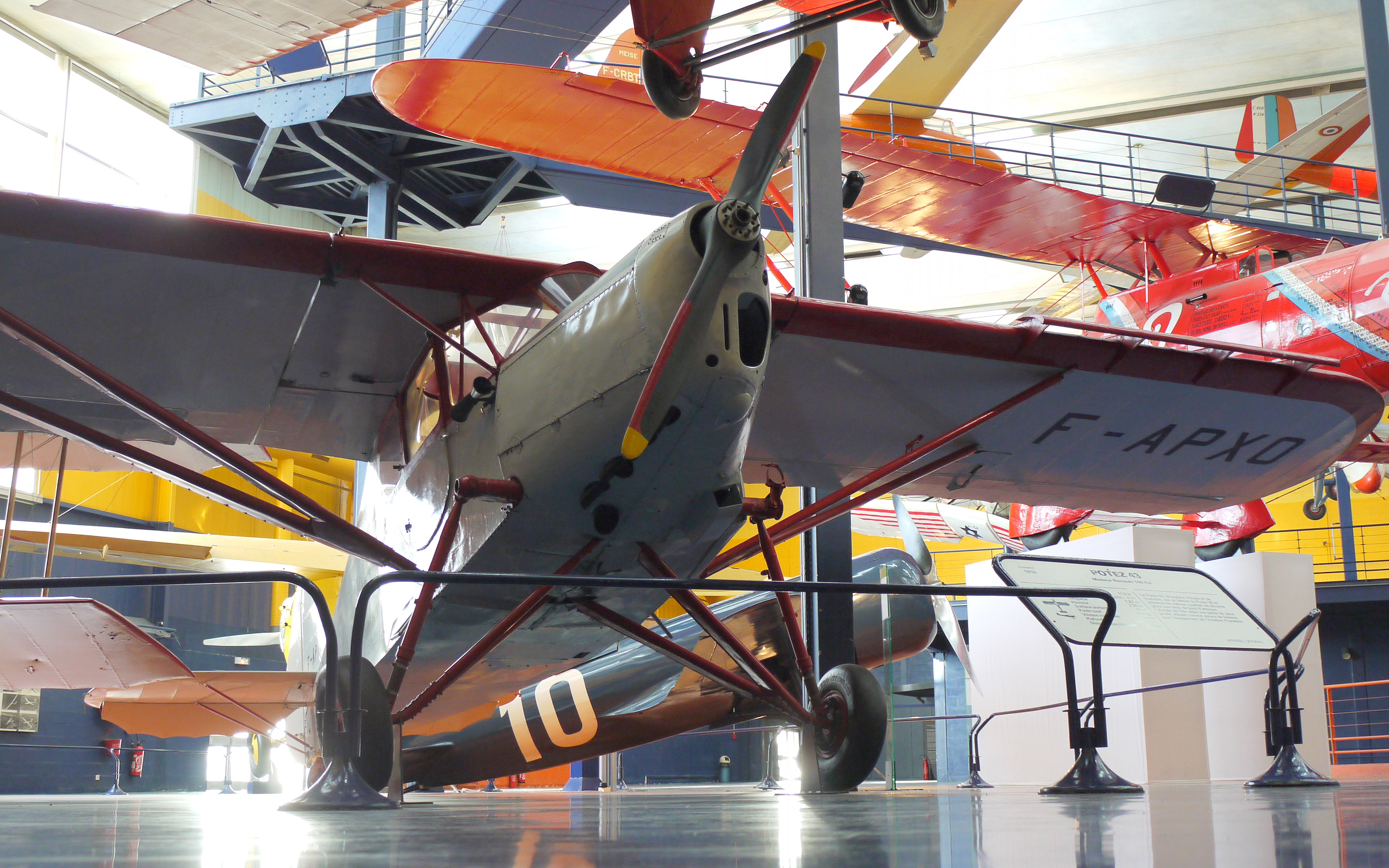
Potez 43 im Musée de l’air et de l’espace

Bis dato endeten Flüge in die Region in Madagaskar. Der Flugpionier Maurice Samat von Réunion war von einem Demonstrationsflug im Jahr 1929 so angetan, dass er entschied, in Frankreich einen Pilotenschein zu machen, wo er zugleich eine Potez 43 erwarb. Die Maschine wurde ebenfalls zerlegt, per Schiff nach Réunion gebracht, wo sie wieder zusammengesetzt und gesegnet wurde. Samat entschied sich, einige Freunde zum Piloten auszubilden und gemeinsam den Aéroclub Roland Garros zu gründen. Am 10. September 1933 fand der erste internationale Flug von Réunion nach Mauritius durch Maurice Samat, Paul Lous Lemerle und Jean Hily in Samats Potez 43 statt. Die Landung, bei der die 800 kg schwere Maschine innerhalb von 12 Sekunden zum Stehen kam, erfolgte auf einer Rennstrecke in der Nähe des Strandes von Mon Choisy, wo zum Andenken das so genannte Samat Monument errichtet und am 22. August 1935 eingeweiht wurde. Der Flug dauerte zwei Stunden und 32 Minuten und an Bord befanden sich 1084 Briefe als Fracht. Seither gilt Jean Hily (1904–1934), der bereits ein Jahr später am 4. Oktober 1934 bei einem Flugzeugabsturz zwischen Mauritius und Réunion starb und einen Sohn Claude hinterließ, als erster aus Mauritius stammender Pilot.
Am 9. November 1933 wurde von Maurice Samat, Paul Lous Lemerle sowie dem von Mauritius stammenden Jean Hily ein Flug ausgehend von Mauritius nach Réunion durchgeführt, um Post zu befördern. Dabei kamen zwei Potez 43 sowie eine Caudron Renault C280 mit einem 150CV-Motor zum Einsatz, der Geschwindigkeiten von 160 km/h und eine Reichweite von 750 km ermöglichte.
Der erste kommerzielle Flug von Mauritius wurde von Abdulla Currimjee gechartert, von Hily am 18. November 1933 durchgeführt wurde und Réunion zum Ziel der Geschäftsreise hatte, die 6000 Franc kostete.
In den folgenden Jahren wurde die Rennstrecke bei Mon Choisy für weitere unregelmäßige Flugzeugstarts und -landungen verwendet.
Im Dezember 1936 flogen L.V. Laurent, Joseph Tougé und Roger Lenier mit einer Farman 199 von Frankreich über Tunis, Kairo, Dschibuti und Antananarivo nach Mauritius. Der Hinflug dauerte 10 Tage. Für den Rückweg nach Frankreich benötigten sie aufgrund diverser technischer Schwierigkeiten 23 Tage vom 20. Januar 1937 bis zum 11. Februar 1937.

### 1940er Jahre

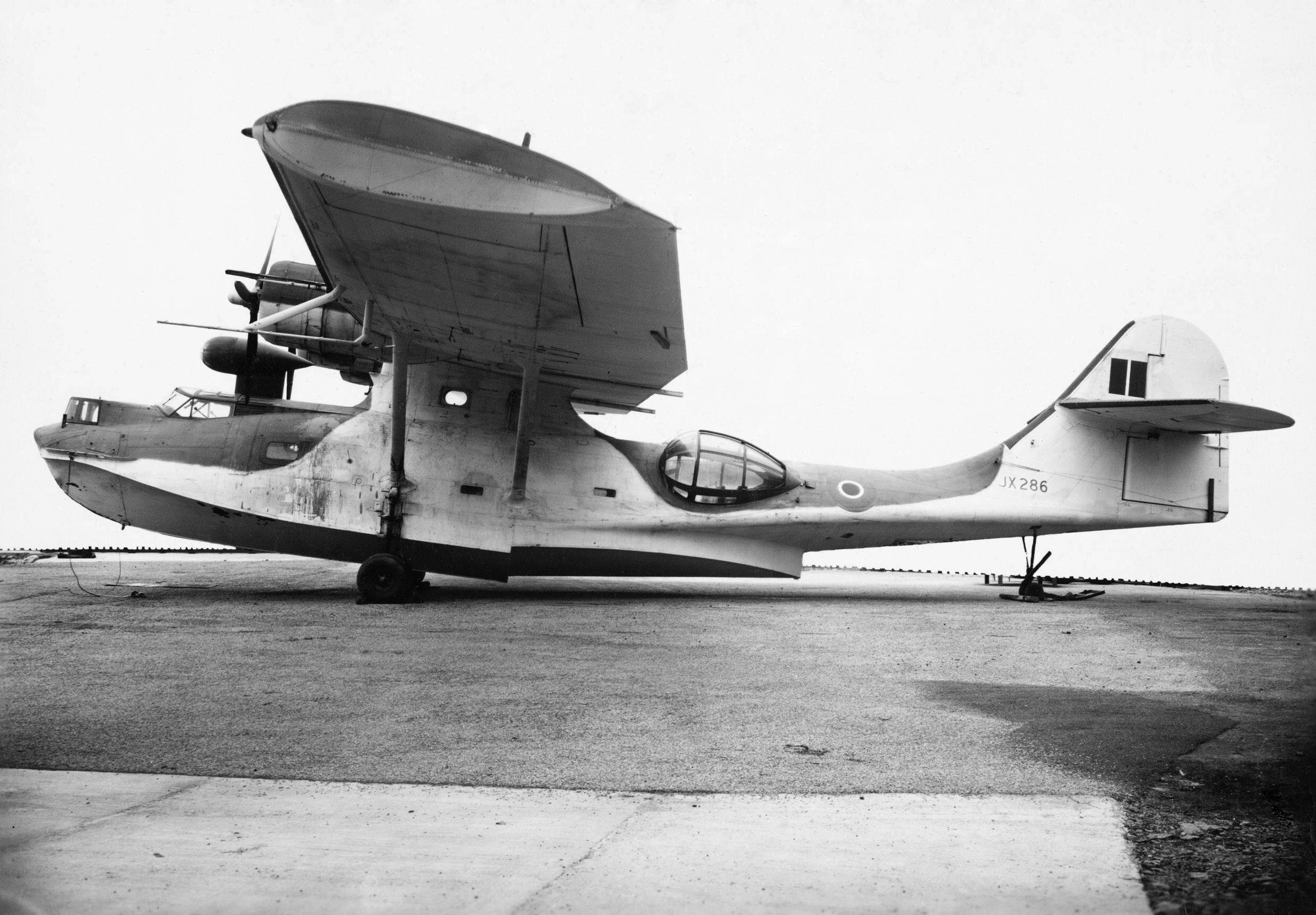
Catalina wie von der 265. Staffel der Royal Air Force eingesetzt

Während des Zweiten Weltkriegs baute die Royal Air Force von 1942 bis 1943 nahe Mahébourg ein 263 Hektar großes Gebiet zu einem Militärflugplatz aus. Seitdem spielte die Rennbahn bei Mon Choisy für den Flugverkehr keine Rolle mehr. Ab September 1943 nutzte die 259. und später die 265. Staffel der Royal Air Force den Flughafen für Zwischenstopps, um mit zweimotorigen Seeaufklärungsflugzeugen des Typs Consolidated PBY „Catalina“ Einsätze gegen U-Boote über dem Indischen Ozean durchzuführen. Zuvor waren diese zur Betankung in der Bucht von Mahébourg oder in Baie du Tombeau gelandet. Ab dem 24. November 1943 wurde der Flughafen zweimal wöchentlich von Transportflugzeugen des Typs Douglas DC-3 Dakota, die auf der Route von Nairobi über Mombasa, Daressalam, Lindi, Antsiranana bis Mauritius von der Royal Air Force eingesetzt wurden. Nach Beendigung des Zweiten Weltkriegs stellte die Royal Air Force die Verwendung des Flughafens ein, so dass dieser fortan für die zivile Luftfahrt zur Verfügung stand.

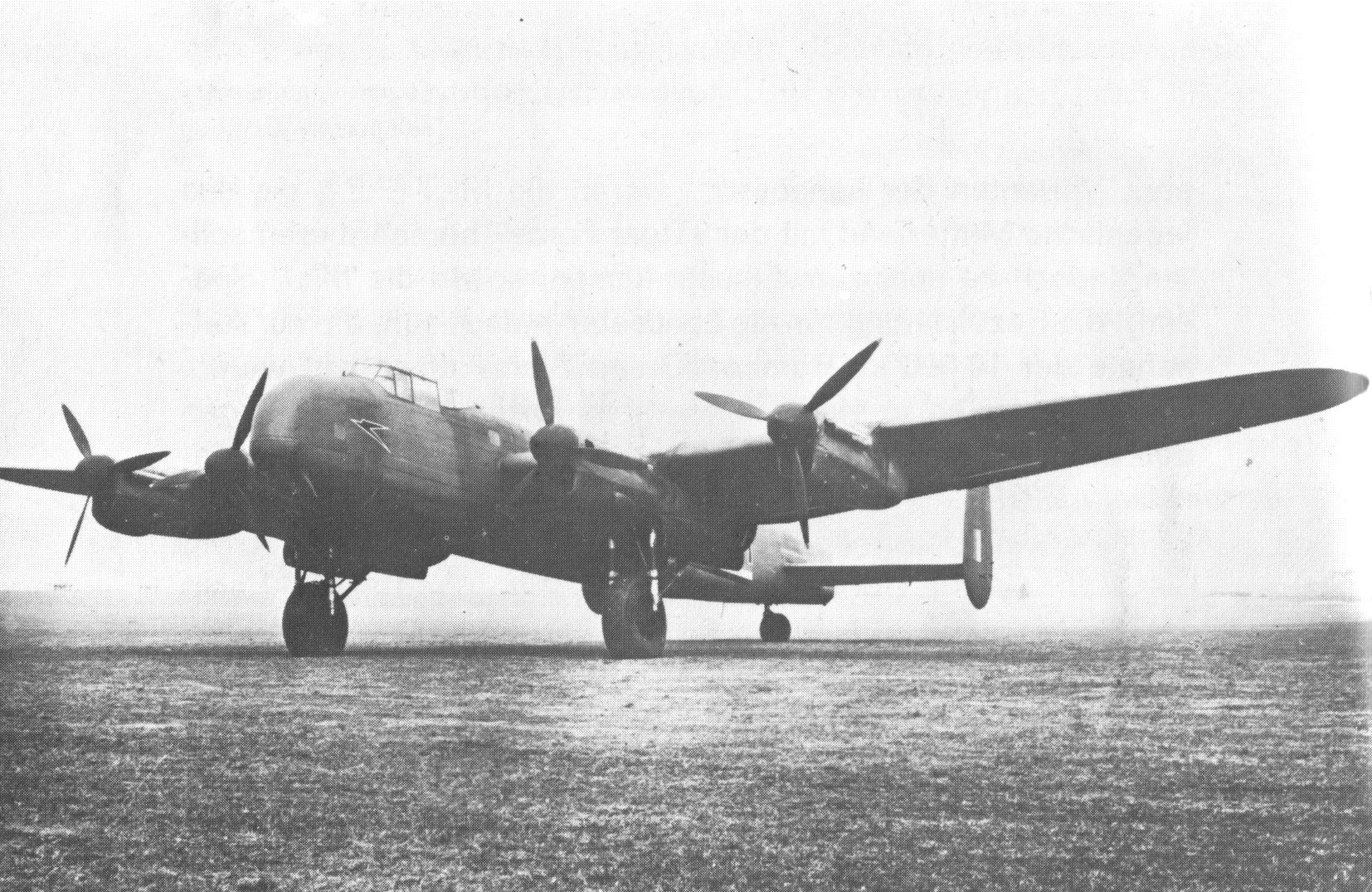
Avro Lancastrian

Ab Februar 1945 wurde Mauritius wöchentlich von Résau de Lignes Aériennes Françaises Libres, die später von Air France übernommen wurde, angeflogen und mit Antananarivo sowie Réunion verbunden. Hierbei kamen Maschinen des Typs Junkers Ju-52 zum Einsatz, die neben einer dreiköpfigen Besatzung 15 Passagiere befördern konnten. 1947 setzte Air France Douglas DC-4 ausgehend von Paris ein, die Mauritius nach zweitägigem Flug mit sechs Zwischenlandungen erreichte. Zwischen Januar 1948 und Juni 1949 flog British Airways den Flughafen mit Maschinen des Typs Avro Lancastrian an. Im Juni 1948 nutzte eine Lancastrian der australischen Fluggesellschaft Qantas den Flughafen für einen Stopp auf ihrem 42-stündigen Flug von Sydney nach Johannesburg mit weiteren Zwischenstopps in Perth und auf den Kokosinseln. Regelmäßig wurde der Flughafen jedoch erst ab 1952 auf dieser Route angeflogen, als der Einsatz von Maschinen des Typs Lockheed Constellation die Flugdauer auf 39 Stunden reduzierte.

### 1950er und 1960er Jahre
Seit den frühen 1950er Jahren wurden vom Flughafen Mauritius aus kommerzielle Flugverbindungen zwischen dem afrikanischen Kontinent, Europa und Australien angeboten. Im November 1957 wurde der Flughafen Mauritius von Douglas DC-6B der South African Airways auf ihrem Weg nach Perth angeflogen.

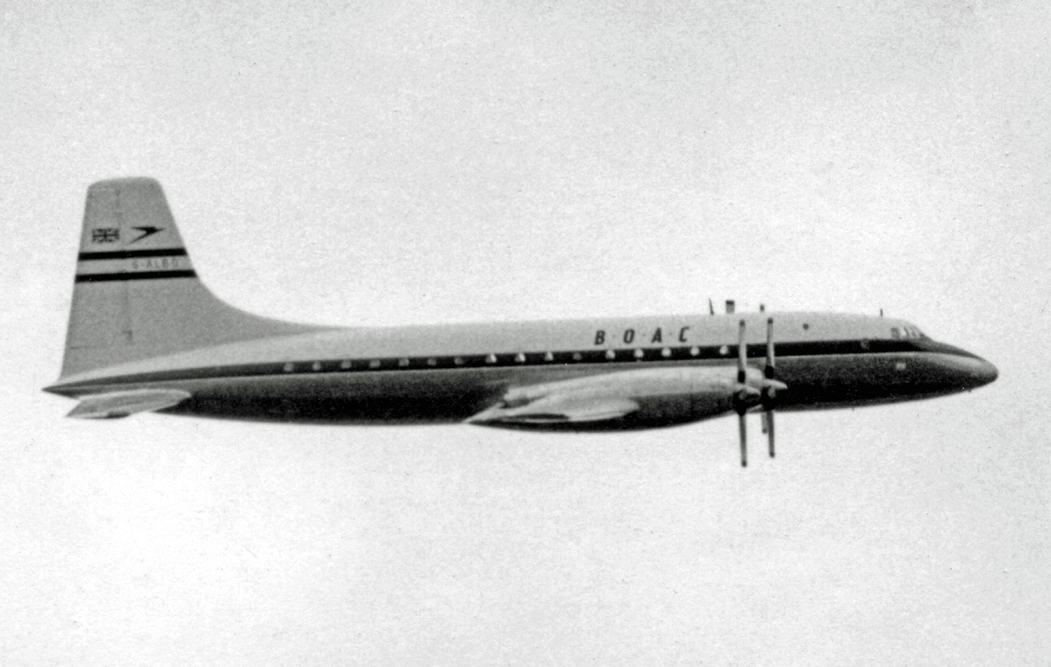
Bristol Britannia

Im Januar 1962 flogen Bristol Britannia der British Overseas Airways Corporation den Flughafen ausgehend von London über Rom, Khartum, Nairobi und Antananarivo auf ihrem 25-stündigen Flug an. Im Oktober 1962 wurde diese Route von der Comet 4 in nur noch 17 Stunden bedient.
Ab November 1966 setzte Air France Boeing 707 auf der Verbindung von Paris über Dschibuti und Réunion nach Mauritius ein. Maschinen desselben Typs wurden ab dem 15. August 1967 von Air India 14-täglich auf der Route von Bombay aus eingesetzt.
Mit der am 12. März 1968 erlangten Unabhängigkeit von Mauritius nahm Air Mauritius ihren Dienst auf, die am 14. Juni 1967 gegründet worden war. Zunächst stellte Air Mauritius das Bodenpersonal für andere Fluggesellschaften. Ab August 1972 nahm sie den Flugverkehr mit einer von Air Madagascar gemieteten Piper PA-31 Navajo nach Réunion und Rodrigues auf. 1973 wurde eine Vickers Super VC 10 von British Airways geleast und die Flugverbindung nach London aufgenommen. Mit einer Boeing 707-420, die von British Airtours geleast wurde, nahm Air Mauritius am 1. November 1977 erstmals in eigenen Farben am Luftverkehr teil.

### Gegenwärtig

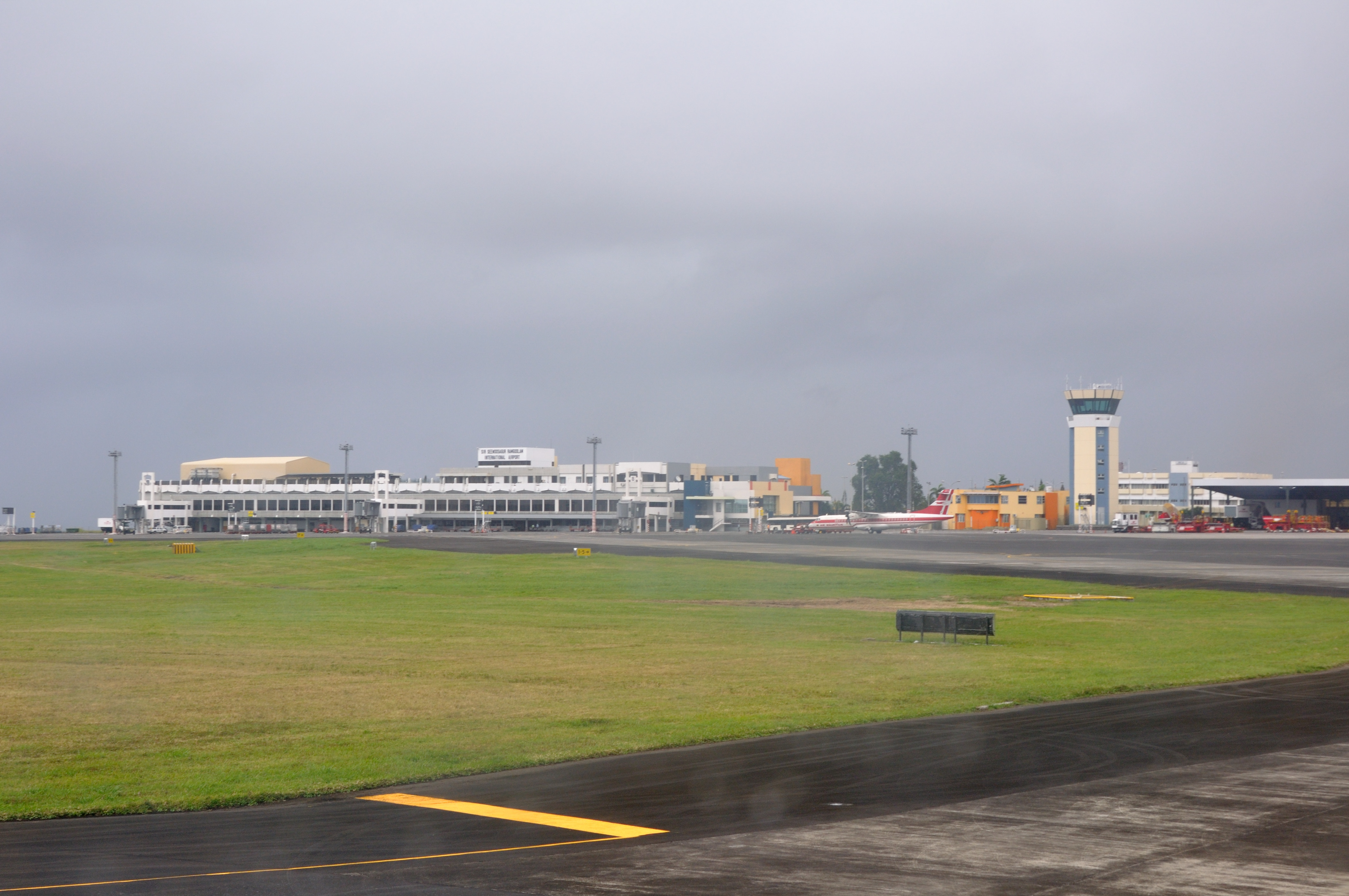
Flughafen Sir Seewoosagur Ramgoolam International Airport of Mauritius

Internationale Flüge werden über den Flughafen Sir Seewoosagur Ramgoolam International Airport of Mauritius nahe Mahébourg abgewickelt (bis 1987: Aéroport de Plaisance). Von diesem Flughafen können zudem Transferflüge zu den einzelnen Hotels sowie Rundflüge per Hubschrauber gebucht werden. Täglich finden Flüge nach Rodrigues statt.
Im Jahr 2001 wurden 996.500 Passagiere auf Inlands- und Auslandsflügen befördert.

## Flughäfen
Mauritius verfügt über fünf Flughäfen, die für den zivilen Luftverkehr lizenziert sind. Zwei von ihnen verfügen über befestigte Rollbahnen. Sir Gaëtan Duval Airport befindet sich auf Rodrigues. Der einzige internationale Flughafen unter diesen ist der Sir Seewoosagur Ramgoolam International Airport of Mauritius.